# International Talk Like a Pirate Day

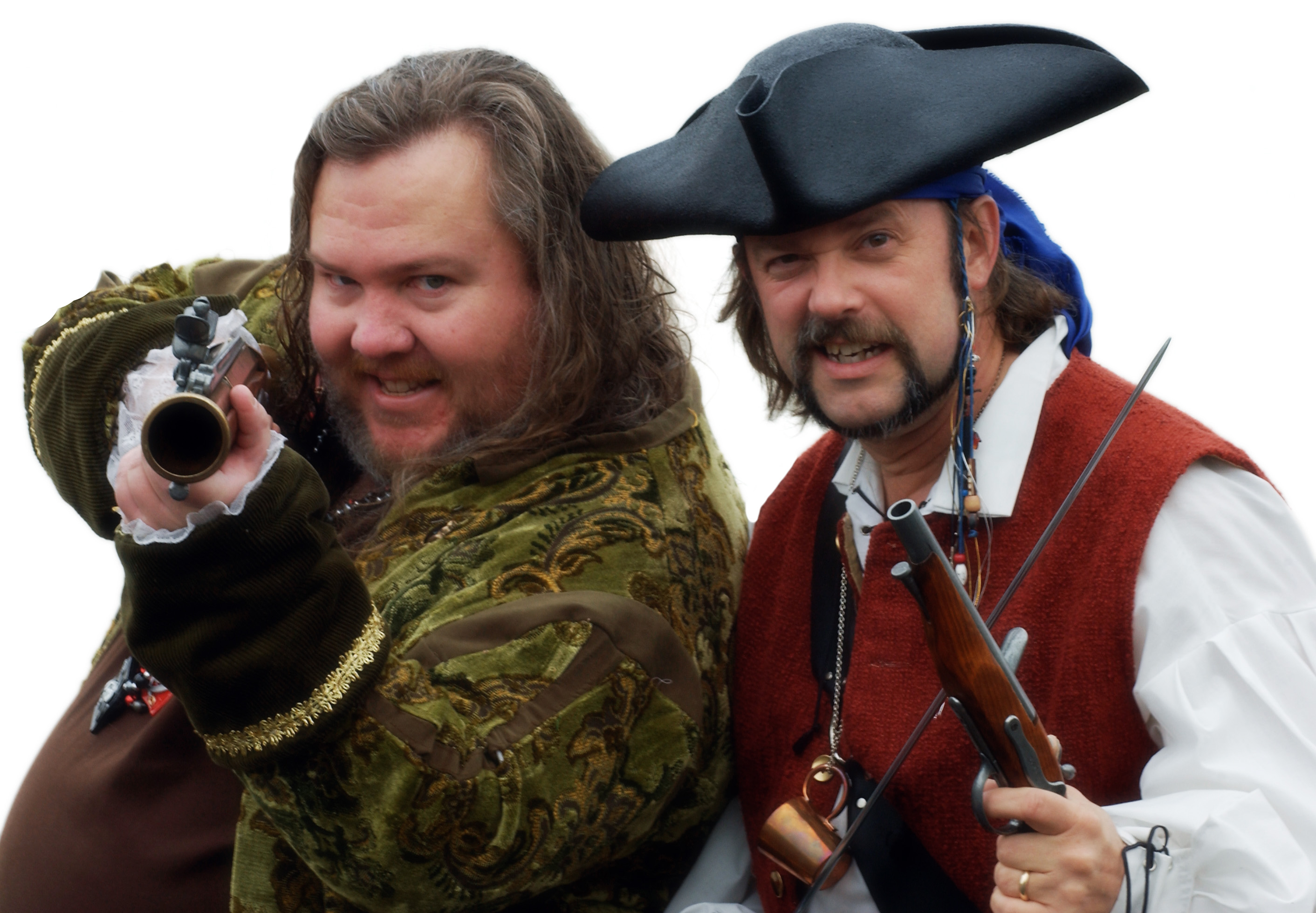
zakladatelé Mark Summers ("Cap'n Slappy") a John Baur ("Ol' Chumbucket")

International Talk Like a Pirate Day (v překladu do češtiny Mezinárodní den mluvení jako pirát) je svátek, který v roce 1995 vymyslel John Baur (Ol' Chumbucket) a Mark Summers (Cap'n Slappy) z Albany v americkém státě Oregon, kteří prohlásili 19. září dnem, kdy by měli všichni mluvit jako piráti . Toto datum stanovil Summers podle narozenin své bývalé manželky. Například místo typického anglického „hello“ používají „ahoy“. International Talk Like a Pirate Day je svátkem také pro pastafariány.. Původně šlo o vtip pouze mezi přáteli, ale v roce 2002 získali emailovou adresu Dava Barryho a pozvali ho, aby se zúčastnil oslavy svátku s nimi. Ten o nich a jejich svátku napsal článek a najednou se události rozběhly. Kontaktovali je tvůrci kalendáře Chase’s Calender of Events a následovaly rozhovory pro rádia. Od té doby to není svátek několik kamarádů, ale skutečný mezinárodní svátek.